# Бірки (Краснолуцька сільська громада)
Бі́рки — село в Україні, в Миргородському районі Полтавської області. Населення становить 373 осіб. Входить до складу Краснолуцької сільської громади.
Після ліквідації Гадяцького району у липні 2020 року увійшло до Миргородського району.

## Географія
Село Бірки розташоване на лівому березі річки Грунь, на протилежному березі розташовані села Сватки та Підставки (Роменський район).

## Історія
- За даними на 1859 рік у власницькому та козацькому селі Гадяцького повіту Полтавської губернії, мешкало 1827 осіб (896 чоловічої статі та 931 — жіночої), налічувалось 224  дворових господарства, існувала православна церква та 2 заводи, відбувалось 2 ярмарки на рік[2].
- Станом на 1900 рік село було центром окремої, Бірківської волості[3].
- У 1924—1925 роках село було центром Бірківського району
- Село постраждало внаслідок геноциду українського народу, проведеного окупаційним урядом СРСР 1923-1933 та 1946-1947 роках.
- До 2018 року орган місцевого самоврядування — Сватківська сільська рада.

## Відомі люди
- Ємець Михайло Олексійович (* 1910 — † 1984) — старший лейтенант, один з десяти в'язнів-військовополонених, які у квітні 1945 року на ворожому літаку втекли із надсекретного німецького ракетного центру «Пенемюнде».
- Онацький Дометій Григорович (* 1865 — † 1921) — український історик, краєзнавець, педагог, батько члена Української Центральної Ради, провідного діяча Організації Українських Націоналістів Євгена Онацького.
- Онацький Микола Степанович (* 1878 — † 1906) — депутат Першої Державної Думи Російської імперії, входив до складу Трудової групи i Української думської громади, підписав «Виборзьку відозву».
- Синепол Іван Іванович (1902—1937) — професор, заступник директора Харківського державного педагогічного інституту (1934—1937).